# Шарганска осмица
Шарганска осмица е музейно-туристическа теснолинейка (760 mm ширина между релсите) по трасето Мокра Гора – Шарган Витаси в община Град Ужице.
Тя е част от реконструиран участък от бившата железопътна линия Ужице – Вишеград – Сараево, свързваща Сърбия с Република Сръбска.
По трасето на музейно-туристическа атракция се движи влакът „Носталгия“ през летния сезон от април до октомври и през зимата по празниците от 25 декември до 25 януари.
Разстоянието по трасето е 15 440 m с преодоляване на разлика във височина от 300 m със среден наклон от 18 градуса и 22 тунела (с обща дължина над 5 km), 10 моста и няколко малки гари.
Нарича се осмица понеже трасето се извива под формата на осмица. Възстановеното трасе влиза в експлоатация на 1 септември 2003 г. Лятно време атракционната теснолинейка превозва средно около 80 хиляди туристи между склоновете на планините Златибор, Тара и Златар в областта Стари Влах с височина от 1627 m и изглед към каньона на река Увац, известен като едно от най-устойчивите местообитания на белоглавия лешояд.
Гара Голубичи в близост до Мокра гора е край Дървен град – типично сръбско етносело с архитектура от типа народни градежи в Сърбия, построено специално за филма „Животът е чудо“ на Емир Кустурица.